# Syllepte strioliger
Syllepte strioliger là một loài bướm đêm trong họ Crambidae.